# Martyn Margetson
Martyn Walter Margetson (født 8. september 1971 i Neath, Wales) er en walisisk tidligere fodboldspiller (målmand). Han spillede én kamp for det walisiske landshold, en venskabskamp mod Canada i 2004.
Margetson startede sin seniorkarriere hos Manchester City, som han - afbrudt af nogle udlejninger - repræsenterede frem til 1998. Senere repræsenterede han også Southend United, Cardiff City og Huddersfield Town.